# Chloroform
Chloroform (systematische Bezeichnung Trichlormethan; Summenformel CHCl3) ist eine organische chemische Verbindung aus der Gruppe der Chlorkohlenwasserstoffe. Es ist ein Derivat des Methans, bei dem drei Wasserstoffatome durch Chloratome substituiert sind. Formal ist es das Trichlorid der Orthoameisensäure, woraus sich der Name herleitet. Unter Normalbedingungen ist Chloroform eine farblose Flüssigkeit mit süßlichem Geruch.
In der Industrie dient es als Lösungsmittel und zur Herstellung von Fluorchlorkohlenwasserstoffen. Ab Mitte des 19. Jahrhunderts war Chloroform eines der ersten in der Medizin verbreitet eingesetzten Narkosemittel. Als solches wird es aber wegen seiner Toxizität seit dem Anfang des 20. Jahrhunderts nicht mehr eingesetzt. Es besteht der Verdacht auf eine krebserregende Wirkung.

## Geschichte

### Entdeckung
Chloroform wurde erstmals 1831 unabhängig voneinander von dem US-Amerikaner Samuel Guthrie, dem Deutschen Justus Liebig in Gießen und dem Franzosen Eugène Soubeiran in Paris hergestellt. Seine physikalischen und chemischen Eigenschaften sowie eine Summenformel („C4H2Cl6“ bzw. C2H2Cl6) beschrieb erstmals Jean-Baptiste Dumas 1834. Dumas gab der von Liebig noch als „Chlorkohlenstoff“ bezeichneten Substanz auch den Namen „Chloroform“.

### Einsatz als Narkosemittel

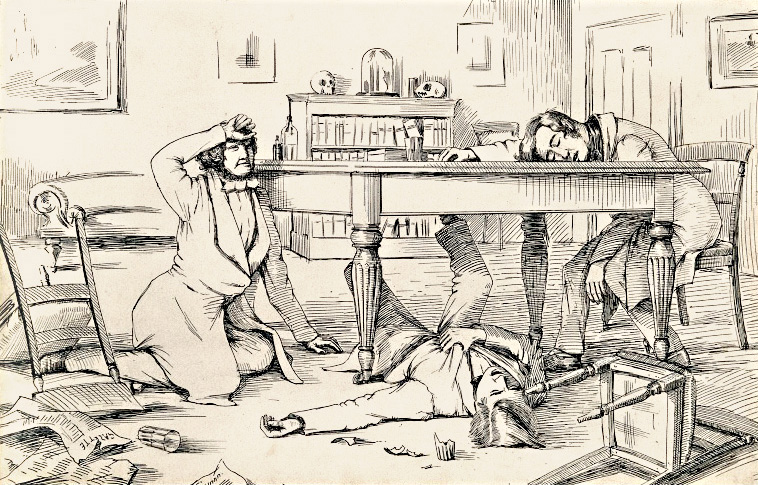
Karikatur: Der Effekt von Chloroform auf James Young Simpson und Freunde (ca. 1840er Jahre)

Die narkotisierende Wirkung von Chloroform wurde im Tierversuch schon 1842 von dem britischen Arzt Robert Mortimer Glover und 1847 von dem französischen Physiologen Marie Jean Pierre Flourens sowie dem schottischen Arzt und Geburtshelfer James Young Simpson erkannt. Es war das Verdienst des Letzteren, Chloroform ein Jahr darauf neben dem schon seit Ende 1846 gebräuchlichen Äther in die ärztliche Praxis zur Ausschaltung oder Linderung von Geburtsschmerzen einzuführen.
Einen ersten Vorschlag zur praktischen Anwendung der Chloroformnarkose zur chirurgischen Anästhesie hatte zuvor wohl schon Simpsons Freund, der Chirurg und Chemiker David Waldie (* 1813 in Linlithgow) gemacht. Auch der Erlanger Mediziner Johann Ferdinand Heyfelder stellte ab 1847 neben klinischen Versuchen mit Äther auch solche mit Chloroform an und plädierte 1848 für dessen bevorzugte Anwendung als Narkosemittel.
Aufgrund der schneller und für den Patienten angenehmer einsetzenden Wirkung, der tieferen Narkose, der geringeren Reizung der Bronchien und des seltener auftretenden postoperativen Erbrechens verdrängte Chloroform zunächst weitgehend den Äther als Narkosemittel. Der erste dokumentierte Anästhesietodesfall war eine 1848 durchgeführte Chloroformnarkose bei der Patientin Hanna Greener. Einer der Pioniere der Äthernarkose, Horace Wells, hatte sich im Januar 1848, bevor er sich bei seinem Suizid die Pulsadern öffnete, mit Chloroform betäubt.
Nachdem John Snow 1853 das Chloroform auch erfolgreich bei der Königin Victoria (Oberhaupt der englischen Staatskirche) zur „Anaesthesie à la reine“ angewendet hatte, wurde es in Europa zunächst das am meisten verbreitete Narkosemittel. Auch Joseph T. Clover (1825–1882), ab 1858 „Chloroformist“ in London, verwendete für seinen, ein Luft-Lachgas-Gemisch zuführenden Narkoseapparat auch Chloroform und Äther. John Snow (England, 1858) und Friedrich Trendelenburg (Deutschland, 1871) verwendeten bei Narkosen ein Chloroform-Luft-Gemisch zur Verabreichung über ein Tracheostoma, William Macewen (Schottland, 1880) und E. Schlechtendahl (Deutschland, 1902) über einen oral eingeführten Endotrachealtubus. Im Jahr 1874 hatte T. G. Hake im Practitioner Forschungsergebnisse von Moritz Schiff veröffentlicht, die zeigten, dass Versuchstiere, die nach hohen Dosen von Äther bzw. Chloroform einen Herzstillstand erlitten, im Falle von Äther durch künstliche Beatmung wiederbelebt werden konnten, im Falle von Chloroform aber zusätzlich eine direkte Herzmassage dazu benötigten (Schiff selbst veröffentlichte seine Ergebnisse erst 22 Jahre später schriftlich).
Ab etwa 1890 wurde, wegen der unerwünschten Nebenwirkungen mit häufigen anästhesiebedingten Todesfällen bei Chloroformnarkosen, jedoch (zunächst in den USA) wieder die Ätheranwendung bevorzugt und ab 1900 löste der Äther in weitem Umfang Chloroform als Narkosemittel ab. Eine tiefe Chloroformnarkose beschrieb E. Schlechtendahl in Barmen jedoch 1902 zur Betäubung vor der oralen Intubation. Durch Bernhard Kroenig erfolgte um 1903 eine technische Verbesserung der Äther- und Chloroformnarkose mit dem Roth-Draegerschen Mischapparat. Krakow und andere kombinierten Chloroform auch mit anderen Narkosemitteln, etwa mit Hedonal.
Die geburtshilfliche Schmerzlinderung mit Chloroform geschah gegen den Widerstand der anglikanischen Kirche. Viele Kleriker hielten Qualen der Geburt für die gerechte Strafe für Evas Sündenfall, also für gottgewollt. Dem setzte James Young Simpson, 1847 der Begründer der geburtshilflichen Anästhesie mit Äther bzw. Chloroform in einer 1849 von ihm veröffentlichten Schrift entgegen, dass bei der Erschaffung Evas ebenfalls eine „Anästhesie“ durchgeführt worden sei.
Eine intravenöse Gabe des Chloroforms zur Erzielung einer Narkose, wie sie von dem Würzburger Chirurgen Burkhardt 1909 vorgestellt wurde, hat sich nach schweren Komplikationen nicht durchsetzen können.
Aus England kam 1957 das erste klinisch brauchbare halogenierte Inhalationsnarkotikum nach dem Chloroform, nämlich Halothan.

## Herstellung
Industriell wird Chloroform durch Erhitzen von Chlor mit Methan oder Chlormethan auf 400–500 °C erzeugt. Bei dieser Temperatur wird schrittweise radikalisch substituiert bis hin zum Tetrachlormethan:
{\displaystyle {\ce {CH4 + Cl2 -> CH3Cl + HCl}}}
{\displaystyle {\ce {CH3Cl + Cl2 -> CH2Cl2 + HCl}}}
{\displaystyle {\ce {CH2Cl2 + Cl2 -> CHCl3 + HCl}}}
{\displaystyle {\ce {CHCl3 + Cl2 -> CCl4 + HCl}}}
Dabei reagiert Methan mit Chlor unter Bildung von Chlorwasserstoff zunächst zu Chlormethan, dann weiter zu Dichlormethan, Trichlormethan und schließlich zu Tetrachlormethan. Das Ergebnis des Prozesses ist eine Mischung der vier Chlormethane, welche durch Destillation getrennt werden können. Industriell hergestelltes Chloroform technischer Reinheit enthält zudem Brom- und Ethanderivate (z. B. Bromchlormethan, Bromdichlormethan, 1,2-Dichlorethan) als Verunreinigung sowie Ethanol (< 1 %) oder Pentene (< 0,1 %), die als Stabilisator künstlich zugefügt werden, um das beim Lagern an Luft und Licht entstehende Phosgen abzufangen.
Alternativ kann Chloroform durch Photochlorierung von Methan erhalten werden. Im Labor kann Chloroform durch die Reaktion von Natriumhypochlorit mit Aceton, eine Haloform-Reaktion, dargestellt werden.

## Eigenschaften

### Physikalische Eigenschaften
Trichlormethan ist eine farblose, nicht entflammbare, flüchtige Flüssigkeit von süßlichem Geruch und Geschmack. Der Schmelzpunkt liegt bei −63 °C, der Siedepunkt unter Normaldruck bei 61 °C. Die Dampfdruckfunktion ergibt sich nach Antoine entsprechend log10(P) = A−(B/(T+C)) (P in bar, T in K) mit A = 4,20772, B = 1233,129 und C = −40,953 im Temperaturbereich von 215 bis 334 K und mit A = 4,56992, B = 1486,455 und C = −8,612 im Temperaturbereich von 334,4 bis 527 K. Es hat eine größere Dichte als Wasser und ist nur wenig darin löslich. Die Mischbarkeit mit Wasser ist begrenzt. Mit steigender Temperatur sinkt die Löslichkeit von Chloroform in Wasser bzw. steigt die Löslichkeit von Wasser in Chloroform.
| Löslichkeiten zwischen Chloroform und Wasser[47] |        |        |        |        |        |        |        |
| Temperatur (in °C)                               | 0      | 9,5    | 19,6   | 29,5   | 39,3   | 49,2   | 59,2   |
| Chloroform in Wasser (Massenanteil in %)         | 1,02   | 0,93   | 0,82   | 0,79   | 0,74   | 0,77   | 0,79   |
| Wasser in Chloroform (Massenanteil in %)         | 0,0365 | 0,0527 | 0,0661 | 0,0841 | 0,1108 | 0,1353 | 0,1672 |
Die Verbindung bildet mit einer Reihe von Lösungsmitteln azeotrop siedende Gemische. Die azeotropen Zusammensetzungen und Siedepunkte finden sich in der folgenden Tabelle. Keine Azeotrope werden mit n-Pentan, n-Heptan, Cyclohexan, Benzol, Toluol, n-Propanol, i-Butanol, Tetrachlorkohlenstoff, Diethylether, 1,4-Dioxan, n-Butylacetat, Essigsäure, Acetonitril, Nitrobenzol, Schwefelkohlenstoff und Pyridin gebildet.
| Azeotrope mit verschiedenen Lösungsmitteln |       |                  |                 |              |             |         |           |
| Lösungsmittel                              |       | Wasser           | Methanol        | Ethanol      | 2-Propanol  | Aceton  | 2-Butanon |
| Gehalt Chloroform                          | in w% | 97               | 87              | 93           | 96          | 78      | 17        |
| Siedepunkt                                 | in °C | 56               | 53              | 59           | 61          | 64      | 80        |
|                                            |       |                  |                 |              |             |         |           |
| Lösungsmittel                              |       | Diisopropylether | Tetrahydrofuran | Methylacetat | Ethylacetat | n-Hexan |           |
| Gehalt Chloroform                          | in w% | 36               | 66              | 77           | 28          | 83      |           |
| Siedepunkt                                 | in °C | 71               | 73              | 65           | 78          | 60      |           |

### Chemische Eigenschaften
Chloroform wird durch Sauerstoff unter Lichteinfluss photochemisch zersetzt, dabei entstehen Phosgen, Chlor und Chlorwasserstoff. Die Zersetzung kann jedoch auch durch Gammastrahlen sowie Ultraschall in Form einer Kettenreaktion in Gang gebracht werden. Handelsübliches Chloroform enthält 0,5–1,0 % Ethanol als Stabilisator, um entstehendes Phosgen chemisch abzufangen.
Seine Struktur (CHX3) bildet eine homologe Reihe mit Fluoroform, Bromoform und Iodoform.

### Reaktion mit Aceton
Aceton und (das ähnlich riechende) Chloroform dürfen nicht in höheren Konzentrationen gemischt werden, weil es in Gegenwart von Spuren basisch reagierender Stoffe zu einer sehr heftigen Reaktion kommen kann, bei der 1,1,1-Trichlor-2-methyl-2-propanol (α,α,α‐Trichlor‐tert‐butanol) entsteht. Auch aus diesem Grund sollen im Labor chlorierte und nicht chlorierte Lösemittelabfälle getrennt gesammelt werden.

## Verwendung
Chloroform wird in erster Linie als Lösungsmittel und zur Herstellung von Fluorchlorkohlenwasserstoffen (FCKW) verwendet.
Mit alkoholischem Kali und Ammoniak entsteht beim Erhitzen Kaliumcyanid. Bei Verwendung primärer Amine statt Ammoniak erhält man Isonitrile. Mit dieser von August Wilhelm von Hofmann entdeckten Reaktion lassen sich primäre Amine auch qualitativ nachweisen, denn die Isonitrile geben sich durch einen starken und üblen Geruch zu erkennen.
In der chemischen Synthese wird es zur Herstellung von Dichlorcarben (in Gegenwart von Basen) verwendet. Durch Friedel-Crafts-Alkylierung mit Benzol erhält man Triphenylmethan.
Bei der Bestimmung der mikrobiellen Biomasse in Bodenproben mittels Chloroform-Fumigation-Extraktion wird ausgenutzt, dass Chloroform Zelllyse verursacht.
Chloroform wird zur Bestimmung der Iodzahl nach Hanuš benutzt, und zur Bestimmung der Peroxidzahl nach Wheeler als Eisessig-Chloroform-Gemisch.

## Sicherheitshinweise

### Akute Toxizität
Chloroform ist giftig und kann durch Einatmen, Hautkontakt oder Verschlucken leicht aufgenommen werden. Der Geschmack wird als süßlich bezeichnet. Zu den Zielorganen der Toxizität Chloroforms zählen Leber und Nieren. Beim Einatmen der flüchtigen Flüssigkeit kommt es zu Reizungen, weiterhin wirkt es auf das Zentralnervensystem. Der Geruch von Chloroform kann ab 200 ppm wahrgenommen werden, ist aber kein zuverlässiger Indikator für die Gefahr. Nach wenigen Minuten bei Exposition zu 1000 ppm zeigen sich Symptome wie Kopfschmerz, Müdigkeit und Schwindel bis hin zu Übelkeit. In höheren Konzentrationen wirkt Chloroform narkotisch, bei 14.000 ppm (1,4 %) tritt eine Vollnarkose ein. Während dieser kann der Tod durch Herzrhythmusstörungen und Hypoventilation eintreten. Bereits Anfang 1848 gab es den ersten Bericht über eine tödlich verlaufene Narkoseeinleitung mit Chloroform. Im Jahr 1850 waren mindestens elf Chloroformtodesfälle bekannt. Noch höhere Konzentrationen führen zur Erstickung. Es wurden auch Nierenschädigungen und, in tödlichen Fällen, Leberschädigungen beobachtet. Schwere Vergiftungen äußern sich in Bewusstlosigkeit und Atemversagen. Die letale Dosis für einen erwachsenen Menschen bei oraler Aufnahme liegt Schätzungen zufolge bei rund 30 ml bzw. 45 g.

### Chronische Toxizität
Bei Arbeiten mit Exposition gegenüber Chloroform wurde ab Konzentrationen von 16–32 ppm in der Luft eine hepatotoxische Wirkung festgestellt. Bereits bei einer Expositionsdauer von weniger als 4 Monaten wurde von Hepatitiden berichtet. Bei längeren Expositionen von 1–4 Jahren gegenüber 2–202 ppm wurden ebenfalls Leberschädigungen, darunter Hepatitis, beobachtet, weiterhin wurde bei einem Viertel aller Exponierten eine Hepatomegalie dokumentiert. Hepatotoxische Wirkungen konnten bei einer Konzentration von 2,6 ppm nicht festgestellt werden, bei 6 ppm oder unterhalb sind solche Effekte unwahrscheinlich.
Die Internationale Agentur für Krebsforschung stuft Chloroform in die Gruppe 2B (möglicherweise krebserregend) ein. Es gibt zwar Anhaltspunkte in Tierversuchen, epidemiologische Daten beim Menschen zur Karzinogenität von Chloroform fehlen allerdings. Bei Einatmen verursachte Chloroform bei männlichen Mäusen Nierentumore, beim gleichen Expositionsweg wurden bei Ratten allerdings keine solchen Wirkungen festgestellt. Bei oraler Exposition verursachte Chloroform bei Ratten jedoch Tumoren in den Nieren und in der Schilddrüse, während sich bei Mäusen Lebertumore häuften. In Hunden wurde bei oraler Gabe keine krebserregende Wirkung festgestellt.
Auch bezüglich der Mutagenität von Chloroform sind die Ergebnisse von Studien uneinheitlich, positive Ergebnisse auf eine schwach mutagene und klastogene Wirkung wurden bei hohen Dosierungen in vitro festgestellt. Eine teratogene Wirkung von Chloroform ist vermutlich vorhanden, Versuche an Ratten liefern positive Ergebnisse.

## Rechtsbestimmungen
Die Anwendung von Chloroform ist bei Lebensmittel liefernden Tieren gemäß der EU-Rückstandshöchstmengen-Verordnung für Lebensmittel tierischen Ursprungs in der Europäischen Union generell verboten.

## Deuterochloroform

Deuteriertes Chloroform

Deuteriertes Chloroform (Summenformel: CDCl3, CAS-Nr.: 865-49-6), auch Deuterochloroform genannt, findet in der Kernresonanzspektroskopie (NMR) als Lösungsmittel Verwendung.
Die Synthese erfolgt durch Umsetzung des Calciumsalzes der Trichloressigsäure mit schwerem Wasser.
{\displaystyle {\ce {(Cl_3CCO_2)_2 Ca + D_2O -> 2 Cl_3CD + CaCO_3 + CO_2}}}
Die physikalischen Eigenschaften unterscheiden sich geringfügig von der nichtdeuterierten Verbindung:
- Schmelzpunkt: −64 °C
- Siedepunkt: 60,9 °C
- Dichte: 1,500 g/ml (25 °C)
- Brechungsindex: 1,444 (20 °C)

## Externe Links zu erwähnten Verbindungen
1. ↑  Externe Identifikatoren von bzw. Datenbank-Links zu Deuterochloroform:  CAS-Nr.: 865-49-6, EG-Nr.: 212-742-4, ECHA-InfoCard: 100.011.585, PubChem: 71583, ChemSpider: 64654, Wikidata: Q1032539.

Fluoroform |
Chloroform |
Bromoform |
Iodoform